# كاترين باركلي
كاترين باركلي (بالإنجليزية: Catherine Barclay)‏ مواليد 12 يونيو 1973 في سيدني، هي لاعبة كرة مضرب أسترالية. هي إحدى بطلات الجراند سلام. حصلت على وسام الرياضة الأسترالية في 30 أغسطس 2000 لمساهماتها في رياضة كرة المضرب.

## بطولات حققتها
- بطولة ويمبلدون

## روابط خارجية
- كاترين باركلي على موقع رابطة محترفات التنس (الإنجليزية)
- كاترين باركلي على موقع الاتحاد الدولي لكرة المضرب (الإنجليزية)
- كاترين باركلي على موقع كأس بيلي جين كينغ (الإنجليزية)
- كاترين باركلي على موقع خلاصة التنس.كوم (الإنجليزية)